# Pterocaulon sphacelatum
Pterocaulon sphacelatum là một loài thực vật có hoa trong họ Cúc. Loài này được (Labill.) F.Muell. miêu tả khoa học đầu tiên năm 1882.